# نیکلاس سوم
پاپ نیکلاس سوم (به انگلیسی: Nicholas III) یکی از پاپ‌های کلیسای کاتولیک رم بود که در رم به دنیا آمد و از ۱۲۷۷ تا ۱۲۸۰ میلادی پاپ بود.